# O Intervalo (filme de 2021)
O Intervalo (em Inglês: The Recess) é um curta-metragem dirigido e escrito por Navid Nikkhah Azad, baseado na morte de Sahar Khodayari, conhecida como “a Garota Azul” no Irã. Uma produção entre Irã-Espanha de 2021, O Intervalo (The Recess) foi produzido pelo escritor / diretor Navid Nikkhah Azad, em conjunto com a produtora espanhola Delia Guerra Parra e Mohammad Shahvardy.
Nomeado como um dos curtas-metragens de maior sucesso dos últimos anos no cinema iraniano, O Intervalo (The Recess) foi exibido em mais de 160 festivais internacionais, incluindo um festival de qualificação para o Oscar, festivais credenciados pela FIAPF e festivais de qualificação para o Goya Awards, conquistando 31 prêmios. 
Em 2022, O Intervalo (The Recess) foi premiado como Melhor Filme na seção Esportes e Sociedade do 6º Beausoleil Cote d'Azur International FICTS Festival du Cinéma Sportif na França, e foi selecionado como finalista no World FICTS Challenge de SPORT MOVIES & TV (2022) —Campeonato Mundial de Cinema, Televisão e Cultura Esportiva, organizado em 16 festivais nos cinco continentes.

## Link externo
O Intervalo em Internet Movie Database (em inglês).